# Andrés Mendoza
Andrés Augusto Mendoza Azevedo (Chincha Alta, 26 aprile 1978) è un ex calciatore peruviano, di ruolo attaccante.
Durante la carriera è stato soprannominato El Condor.

## Carriera

### Club
Debutta nel 1996 con la maglia dello Sporting Cristal, inizialmente da riserva ma guadagnandosi il posto da titolare e segnando diverse reti; nel 2000 si trasferisce nel calcio europeo, al Club Bruges. Rimane nel club belga per quattro anni, segnando 64 reti in 129 partite; nel 2004 passa agli ucraini del Metalurh Doneck. Il periodo nell'est Europa lo vede segnare diversi gol, ma la società decide di mandarlo comunque in prestito prima all'Olympique Marseille e poi alla Dinamo Mosca. Nel 2008 passa brevemente allo Steaua Bucarest prima di tornare in America, ai messicani del Monarcas Morelia. Nell'estate 2009 torna in Europa nelle file dei turchi del Diyarbakırspor.

### Nazionale
Dal 1999 al 2007 ha fatto parte della nazionale di calcio peruviana, con la quale ha partecipato a tre edizioni della Copa América.

## Palmarès

### Club

#### Competizioni nazionali
- Campionato peruviano: 2

Sporting Cristal: 1996, Clausura 1998
- Campionato belga: 1

Club Bruges: 2002-2003
- Coppa del Belgio: 2

Club Bruges: 2001-2002, 2003-2004
- Supercoppa belga: 3

Club Bruges: 2001-2002, 2002-2003, 2003-2004

#### Competizioni internazionali
- Coppa Intertoto UEFA: 1

Olympique Marsiglia: 2005